# Leucothoe incisa
Leucothoe incisa Robertson, 1892 è un crostaceo anfipode della famiglia Leucothoidae.

## Descrizione
Questa specie può arrivare a una lunghezza di 7 mm ed è caratterizzata dal fatto di avere un colore generalmente biancastro ma un particolare colore verde giallastro sul dorso e occhi di un rosso molto intenso.

## Distribuzione e habitat
Leucothoe incisa vive ad una profondità massima di 60 m sui fondali della costa atlantica dell'Europa dei mari più interni, dal Mar Mediterraneo al Mare del Nord, dove si comporta da organismo bentico in quanto parte, date le sue dimensioni, del raggruppamento chiamato "macrobenthos".

## Tassonomia
Assieme a Leucothoe lilljeborgi e a Leucothoe occulta, questa specie è ritenuta parte di un gruppo di specie gemelle.